# Alexander Woollcott
Alexander Humphreys Woollcott (Phalanx, 19 de janeiro de 1887 – Nova Iorque, 23 de janeiro de 1943) foi um crítico de drama norte-americano e comentarista da revista The New Yorker, membro da Algonquin Round Table, ator e dramaturgo ocasional e uma personalidade de rádio proeminente.

## Carreira
Woollcott foi a inspiração para Sheridan Whiteside, o cáustico personagem principal da peça The Man Who Came to Dinner (1939) de George S. Kaufman e Moss Hart, posteriormente transformada em filme em 1942, e para o cáustico personagem Waldo Lydecker no livro Laura, mais tarde transformado em filme em 1944. Woollcott estava convencido de que ele era a inspiração para o brilhante e excêntrico detetive de seu amigo Rex Stout, Nero Wolfe, uma ideia que Stout negou.

## Citações
- "Todas as coisas que eu realmente gosto de fazer são imorais, ilegais ou engordam."
- "Estou cansado de ouvir dizer que a democracia não funciona. Claro que não funciona. Devemos trabalhar com ela."
- "Muitos de nós gastamos metade do nosso tempo desejando coisas que poderíamos ter se não passássemos metade do nosso tempo desejando."
- "A Alemanha foi a causa de Hitler tanto quanto Chicago é responsável pelo Chicago Tribune."
- "Não existe na vida de ninguém um dia sem importância."
- "Seu huff chegou e ele partiu nele."
- "Uma cidade caipira é aquela onde não há lugar para ir onde você não deveria ir."
- "Os ingleses têm uma habilidade extraordinária para voar em uma grande calmaria."
- "Aos 83 anos, a mente de George Bernard Shaw talvez não fosse tão boa quanto costumava ser, mas ainda era melhor do que a de qualquer outra pessoa."
- — Não preciso de sua maldita simpatia. Só desejo ser entretido por algumas de suas reminiscências mais grosseiras.
- "Vem de gente como você!... Pegue o que puder! Agarre as chances que surgirem! Aja nos corredores! Cante nas portas! Dance nos porões!".

## Livros
- Mrs Fiske: Her views on Actors, Acting and the Problems of Production (1917) - Minnie Maddern Fiske (1865-1932) foi uma das principais atrizes de sua época. O primeiro livro de Woollcott é um estudo de seus pensamentos sobre a profissão de atriz.
- The Command is Forward (1919) - Uma coleção de suas reportagens e ensaios de Stars and Stripes.
- Shouts and Murmurs (1922) – artigos de teatro. Sua coluna na The New Yorker recebeu o nome deste livro. The New Yorker reviveu o título como um apanhado para peças humorísticas na década de 1990.
- Mr. Dickens Goes to the Play (1922) – Alguns capítulos de Woollcott sobre o amor de Charles Dickens pelo teatro e muitas seleções reimpressas dos escritos de Dickens.
- Enchanted Aisles (1924) – Mais artigos de teatro.
- The Story of Irving Berlin (1925) – A história da pobreza à riqueza do grande compositor.
- Going to Pieces (1928) – Mais histórias de amigos de Woollcott dentro e fora do teatro.
- Two Gentlemen and a Lady (1928) - Um pequeno livro sobre cães.
- While Rome Burns (1934) – Foi Thornton Wilder quem convenceu Woollcott de que seu trabalho era importante o suficiente para merecer reedição em forma de livro. Enquanto Rome Burns foi um best-seller surpresa e cimentou ainda mais a reputação de Woollcott nacionalmente. É uma leitura leve, mas inclui muita coisa divertida ou pitoresca e uma peça muito boa, "Hands Across the Sea", sobre justiça durante a guerra. O livro também contém "The Mystery of the Hansom Cab", o relato de Woollcott sobre o infame caso Nan Patterson. Em 2008, a Library of America selecionou a peça para inclusão em sua retrospectiva de dois séculos de American True Crime.
- The Woollcott Reader (1935) – Uma antologia de obras de outros escritores que Woollcott achava que mereciam a atenção do público. As peças percorrem várias gamas, da biografia melosa ao modernismo ácido.
- Woollcott's Second Reader (1937) – Mais do mesmo.
- Long, Long Ago (1943) – Lançado logo após sua morte, segue os passos de While Rome Burns, mas não é tão bom. O declínio em sua prosa, à medida que outros interesses atraíam seu tempo, é evidente. Ainda assim, há algumas peças divertidas, e se tornou outro best-seller.
- As You Were (1943) - Uma antologia de obras de outras pessoas, compilado por Woollcott para emissão para militares na Segunda Guerra Mundial. É dedicado a Frode Jensen, um jovem dinamarquês de quem Woollcott fez amizade e que foi o mais próximo de um filho que Woollcott já teve.
- The Letters of Alexander Woollcott (1944) – Uma coleção de sua volumosa correspondência compilada por dois de seus amigos mais queridos, Beatrice Kaufman e Joe Hennessey.
- The Portable Woollcott (1946) – Uma antologia dos melhores escritos de Woollcott.